# René (roman)
Pour les articles homonymes, voir René.
René est un roman de François-René de Chateaubriand publié en 1802 à la fin du Génie du christianisme, puis réédité séparément à plusieurs reprises dans les années qui suivent.
Identifiée au préromantisme et pierre angulaire du développement du romantisme français, cette œuvre rencontre un grand succès à sa parution et plus encore sous la Restauration. Elle préfigure le « mal du siècle », un thème majeur des écrivains et poètes du XIXe siècle. En effet, à la chute de l'Empire napoléonien, toute une génération déchue de ses rêves de gloire, désorientée et réduite à l'inaction semble se reconnaître dans le personnage inventé par Chateaubriand et par son « vague à l'âme ». Cet ennui, cette inquiétude, cette désespérance se retrouveront à des degrés divers dans les œuvres romantiques et même jusque dans le spleen baudelairien.

## Historique

### Contexte culturel
Publié en 1802, le roman entretient des liens étroits avec une époque où Chateaubriand éprouve lui-même le « vague des passions ». Désabusé de tout sans avoir usé de rien si bien que l'on « habite un monde vide avec un cœur plein », ce sentiment confus commun aux intellectuels de sa génération préfigure le mal-être de la jeunesse romantique, avivée, qui plus est, par le « mal du siècle ». Chateaubriand, Benjamin Constant, Pivert de Senancour figurent parmi ces auteurs préromantiques qui donnent naissance à de jeunes héros dévorés par le vague des passions, un ennui et un dégoût maladifs de la vie à un âge où le cœur déborde des plus belles passions. Le jeune homme civilisé devient « habile sans expérience » puisqu'il peut appréhender les sentiments humains par les livres et non par la vie. Le modèle rousseauiste, éprouvé dans les Confessions, les Rêveries du promeneur solitaire et aussi par le biais de la fiction dans Julie ou la Nouvelle Héloïse ainsi que L'Émile, s'impose comme une référence tutélaire pour cette génération.
Désenchanté, Chateaubriand voit ainsi le feu des passions s'éteindre avant qu'il n'ait pu s'embraser. En outre, la femme, par sa nature excessive, craintive, inconstante, ainsi que l'incertitude de ses sentiments entraînent les jeunes hommes dans la mollesse de leurs passions à mesure qu'ils fréquentent leur société. Ainsi, les Anciens, séparés des femmes dans les activités du quotidien, avaient l'esprit moins trouble et davantage d'énergie disponible à l'exercice de leurs passions.

### Contexte religieux
Ce récit souligne les nombreuses correspondances entre la nature et le héros au tempérament romantique, qui semble dominé par des forces qui le dépassent, dans un contexte teinté de mysticisme. En effet, le spectre pascalien plane également au-dessus de ces pages, qui comprennent de nombreuses références plus ou moins explicites aux Pensées. Il faut rappeler que René est d'abord publié comme illustration par la fiction des thèses défendues dans le Génie du christianisme, une entreprise apologétique qui entend démontrer la vérité et la beauté de la religion chrétienne à travers la poétique et la civilisation qu'elle a engendrées, et ainsi contrecarrer la déchristianisation opérée par les années de la Convention nationale.
L’enfance de René est inspirée de celle de Chateaubriand qui vécut loin de son foyer et présentait un tempérament solitaire. Cependant, ce roman est une fiction malgré les similitudes entre l’auteur et le personnage principal.
René est la suite du roman Atala, ou Les Amours de deux sauvages dans le désert paru en 1801, et s'inscrit plus généralement dans le cycle romanesque des Natchez.

## Le roman

### Résumé

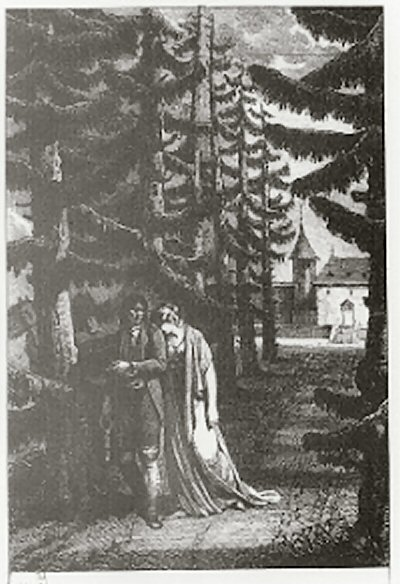
René marchant avec Amélie (1803).

Exilé dans la tribu des Natchez, René raconte sur la demande de Chactas et du père Souël, respectivement ses pères adoptif et spirituel, son passé et le récit de son existence malheureuse. À la recherche d’une identité qu’il ne trouve pas, obsédé par une quête infructueuse et bouleversé par la mort de son père, René décide de voyager mais rien n’y fait. Il visite les ruines de Rome, de la Grèce, Londres et la Calédonie, mais ne trouve nulle part la consolation existentielle qu'il recherche. À son retour en Bretagne, en proie à des tourments méconnus, il aspire au suicide. Pour l’en empêcher, sa sœur Amélie lui apporte le réconfort de sa présence ; mais elle dépérit aussi d’un mal inconnu et se retire dans un couvent. René assiste à l’émouvante cérémonie de ses vœux et surprend le secret de ce mal étrange : Amélie qui s’est prise pour son frère d’une « criminelle passion » est torturée de remords. Le jeune homme s’éprend également de sa sœur Amélie. Le désespoir du jeune homme vient enfin combler le vide de son existence malheureuse. Laissant sa sœur repentante et apaisée par la vie du couvent, il s’embarque alors pour l’Amérique où il apprend par une lettre qu’Amélie est morte comme une sainte « en soignant ses compagnes ».
Telle est l'histoire de René. Chactas ému le prend dans ses bras et le vénérable père Souël, auditeur de ce touchant récit, lui adresse de tendres reproches et lui dit que la mort d'Amélie était le juste châtiment de la vie errante et inutile qu'il avait menée jusqu'alors. Le narrateur mentionne que René, aux côtés des deux vieillards, meurt dans le massacre des Français et des Natchez en Louisiane, sans avoir trouvé le bonheur. « On montre encore un rocher où il allait s'asseoir au soleil couchant » conclut le récit.

### Thèmes abordés
Le thème principal de ce court roman d'une cinquantaine de pages est la solitude et le sentiment de mal-être qu'elle engendre. Mais ce malaise est paradoxal, car René cherche aussi à fuir les autres dès qu'il se trouve en leur présence. Chateaubriand explore également l'amour, à travers l'angle pathétique de la passion incestueuse que René et Amélie se vouent réciproquement, mais qui n'est avouée qu'au cours de la cérémonie religieuse des vœux monastiques de cette dernière. Selon l'évolution de leur relation et la proximité des deux personnages, l'état sentimental de René fluctue, s'améliore ou se détériore.
À travers cette publication, l'auteur manifeste également son goût prononcé pour l'exotisme, et les descriptions de paysage revêtent une très forte dimension esthétique mais aussi diégétique. Qu'il s'agisse des bois et des rochers de sa patrie natale bretonne, des vestiges monumentaux de l'Antiquité gréco-romaine, des paysages de Grande-Bretagne ou surtout de l'immensité grandiose des prairies canadiennes et des rivages du Meschacebé, le paysage est constitutif de la progression narrative en tant que support et projection des fluctuations sentimentales du personnage. Le roman préfigure ainsi à bien des égards le topos romantique du paysage-état d'âme.
René contient aussi une réflexion certaine sur la religion, en particulier le catholicisme profondément enraciné dans les mœurs européennes. On le relève à la fois dans le mysticisme et la quête frustrée de René vers un idéal introuvable mais qu'il ressent en lui-même, ainsi que par la conversion d'Amélie à la vie de moniale. Cette conversion complexifie d'ailleurs le rapport à la religion, qui engendre aussi de fortes douleurs émotionnelles et sert à étouffer une passion criminelle. Le couvent dans lequel elle se retire est dépeint comme un élément profondément ancré dans le paysage breton, aussi puissant que la mer, les bois et les orages.
Enfin, le texte aborde le « vague à l'âme », dont le spleen baudelairien, la « nausée » de Sartre ou le « mal de vivre » de James Dean sont de lointains avatars. Chateaubriand évoque ce vague à l'âme comme une maladie spirituelle, la maladie de ceux qui ont soif d'infini, et qui se sentent plafonnés dans la finitude : « Il me manquait quelque chose pour remplir l’abîme de mon existence », se plaint ainsi René, qui s'écrie aussi : « Je cherche un bien inconnu, dont l’instinct me poursuit. Est-ce ma faute si je trouve partout des bornes, si ce qui est fini n'a pour moi aucune valeur ? ».